# Thai TV5
TV5 HD (thailändisch ททบ.5 เอชดี, übersetzt: „Rundfunk- und Fernsehsender des Heeres“) ist ein thailändischer Inlands-Fernsehsender mit Sitz im Bangkoker Bezirk Phaya Thai, der über Antenne, Satellit und Kabelfernsehen in Thailand sowie den Nachbarländern empfangbar ist. Eigentümer ist das thailändische Heer.
Anders als bei Kanal 7, dessen Programmbetrieb komplett an einen privaten Lizenznehmer ausgelagert ist, betreibt das Heer Kanal 5 selbst, vergibt aber einzelne Programmfenster an private Produktionsgesellschaften. Thai TV5 hatte im zweiten Quartal 2011 eine durchschnittliche Einschaltquote von 7 % und einen Werbemarktanteil von 17,3 %.
Seit 2018 ist der Sender nur noch digital zu empfangen.